# Pulitzer-Preis 1927
Der Pulitzer-Preis 1927 war die 11. Verleihung des renommierten US-amerikanischen Literaturpreises. Es wurden Preise in neun Kategorien im Bereich Journalismus und dem Bereich Literatur, Theater und Musik vergeben.
Die Jury bestand aus 13 Personen, unter anderem dem Präsidenten der Columbia-Universität Nicholas Murray Butler und Ralph Pulitzer, Sohn des Pulitzer-Preis-Stifters und Herausgeber der New York World.

## Preisträger
| Kategorie                                     | Preisträger                             | Begründung |
| --------------------------------------------- | --------------------------------------- | --- |
| Dienst an der Öffentlichkeit (Public Service) | Canton Daily News                       | Preis verliehen für den Kampf gegen korrupte Stadtbehörden die mit Kriminellen Absprachen treffen, mit dem tragischen Ergebnis, dass der Herausgeber der Zeitung Don R. Mellett ermordet wird. |
| Berichterstattung (Reporting)                 | John T. Rogers, St. Louis Post-Dispatch | Preis verliehen für die Untersuchung, die zur Amtsenthebung des Richters George W. English führte.                                                                                             |
| Leitartikel (Editorial Writing)               | F. Lauriston Bullard, Boston Herald     | Preis verliehen für den Artikel We Submit. |
| Karikatur (Editorial Cartooning)              | Nelson Harding, Brooklyn Daily Eagle    | Preis verliehen für May His Shadow Never Grow Less. |

| Kategorie                                                   | Preisträger                                                |
| ----------------------------------------------------------- | ---------------------------------------------------------- |
| Roman (Novel)                                               | Early Autumn von Louis Bromfield                           |
| Theater (Drama)                                             | In Abraham's Bosom von Paul Green                          |
| Geschichte (History)                                        | Pinckney's Treaty von Samuel Flagg Bemis                   |
| Biographie oder Autobiographie (Biography or Autobiography) | Whitman: An Interpretation in Narrative von Emory Holloway |
| Dichtung (Poetry)                                           | Fiddler's Farewell von Leonora Speyer                      |